# Actias dubernardi

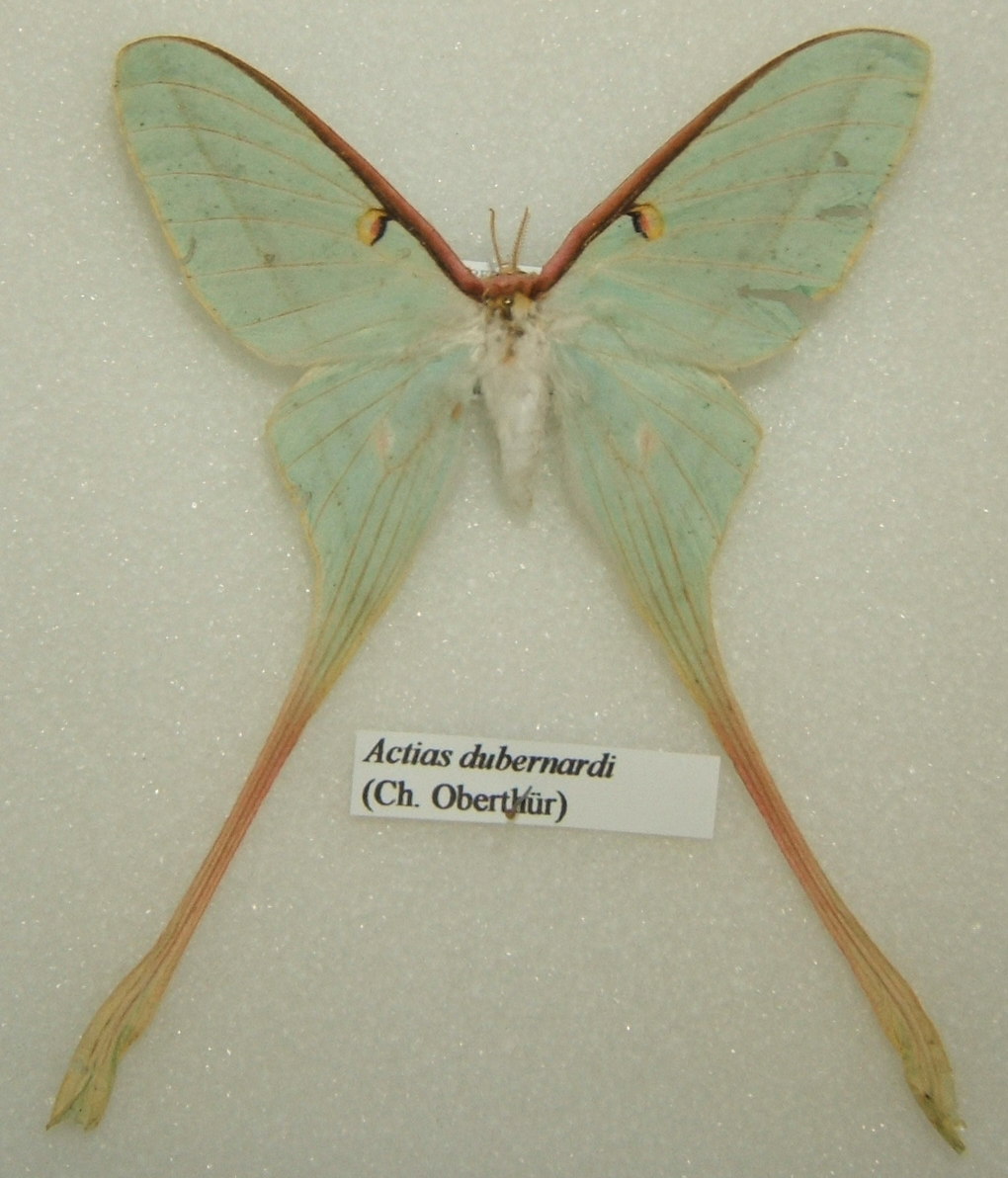
Weibchen

Actias dubernardi ist ein Schmetterling (Nachtfalter) aus der Familie der Pfauenspinner (Saturniidae).

## Merkmale
Die Falter erreichen eine Flügelspannweite von bis zu 15 Zentimeter. Die Flügel sind bei den Männchen in der Grundfärbung gelbgrün gefärbt, bei den Weibchen sind sie blass grün bis blass türkisgrün. Die Weibchen ähneln Actias luna, haben jedoch längere Flügelschwänze. Es handelt sich um einen großen Falter mit Vorderflügellänge von etwa 51 Millimeter bei den Männchen und 57 Millimeter bei den Weibchen, einer Hinterflügellänge unter Einschluss der Schwanzfäden von etwa 115 Millimeter bei den Männchen und 114 Millimeter bei den Weibchen. Die Flügelschwänze allein sind bei den Männchen etwa 89 Millimeter, bei den Weibchen etwa 81 Millimeter lang.
Die Eier sind mit 2,6 × 1,55 × 1,3 mm recht groß für Actias, abgeflacht eiförmig und von dunkel weißgrauer Farbe. Sie werden einzeln mit der abgeflachten Seite auf Nadeln der Nahrungspflanze angeheftet. Ein gezüchtetes Weibchen legte insgesamt nur 96 Stück. Die frisch geschlüpften Raupen im ersten Stadium (L1) sind 5,5 bis 6,0 mm lang, ihre Grundfarbe ist schwarz, lediglich die Fortsätze am Rücken (Scoli), die hinteren Bauchfüße und die Analplatte sind ockergelb und werden nach etwa 30 Minuten dunkler. Im zweiten Stadium ist die Raupe rot gefärbt. In den höheren Stadien ist sie dunkelgrün mit silbernen Flecken. Alleine gesehen scheint sie sehr auffällig gefärbt zu sein, doch zwischen den Nadeln ihrer Futterbäume, die täglich mit glitzernden Tautropfen behangen sind, werden die Tiere praktisch unsichtbar.

## Vorkommen
Actias dubernardi kommt in den kühleren Gebirgen Südostasiens und Chinas vor. Neben großen Teilen des Südostens Chinas (unter Einschluss der Insel Hainan) gibt es Angaben aus dem Nordosten von Myanmar. Angaben aus anderen südostasiatischen Ländern gelten als zweifelhaft.

## Biologie
Wie bei vielen Pfauenspinner Arten spinnt sich auch diese Raupe einen Kokon. Die Puppenruhe beträgt je nach Temperatur 6–10 Wochen. Da die Art auch in frostigen Gebieten vorkommt, überwintert die letzte Generation des Jahres als Puppe im Moos oder Laub am Waldboden. Dort ist sie vor zu tiefen Temperaturen geschützt und schlüpft im April/Mai des nächsten Jahres.
Die Raupen fressen in der Natur an Kiefern (Pinus), angegeben ist im Freiland die Art Pinus massoniana, in der Zucht aber auch an einer Vielzahl anderer Koniferen wie Waldkiefer (Pinus sylvestris), Weymouthskiefer (Pinus strobus), Latschenkiefer (Pinus mugo), Lärche (Larix decidua), Libanonzeder (Cedrus libani), Fichte (Picea abies) und weiteren Arten. Sie spinnen sich, wie viele anderen Saturniidae, einen Kokon aus Seide. Die Falter leben höchstens zehn Tage, da sie wie alle Saturniidae keine Nahrung aufnehmen können und das Falterstadium einzig der Fortpflanzung dient.